# Eurytoma mali
Eurytoma mali är en stekelart som beskrevs av Bugbee 1967. Eurytoma mali ingår i släktet Eurytoma och familjen kragglanssteklar. Inga underarter finns listade i Catalogue of Life.